# Lettres d'Iwo Jima
Pour plus de détails, voir Fiche technique et Distribution.
Lettres d'Iwo Jima (Letters from Iwo Jima) est un film de guerre américano-japonais réalisé par Clint Eastwood, sorti en 2006.
Le film relate la bataille d'Iwo Jima du point de vue japonais. Il connait d'abord une sortie limitée aux États-Unis le 20 décembre 2006 et est sorti le 21 février 2007 en France. Il s'appuie sur le livre Picture Letters from Commander in Chief du général Tadamichi Kuribayashi (joué à l'écran par Ken Watanabe). Lettres d'Iwo Jima vient en complément de Mémoires de nos pères, également réalisé par Clint Eastwood et sorti quelques mois plus tôt. La bataille est ainsi dépeinte du côté japonais, quand le film Mémoires de nos pères présente la même bataille vue du côté américain.
Les bombardements systématiques qui précèdent le débarquement américain donnent raison aux préparatifs du général Kuribayashi, opposé à ses homologues : le seul poste prudent pour les soldats devient les cavernes et les galeries qu'ils ont préparées. Kuribayashi estimait que construire des tranchées afin de rejeter l'ennemi à la mer ne servait à rien et que les Américains franchiraient la plage quoi qu'il arrive.

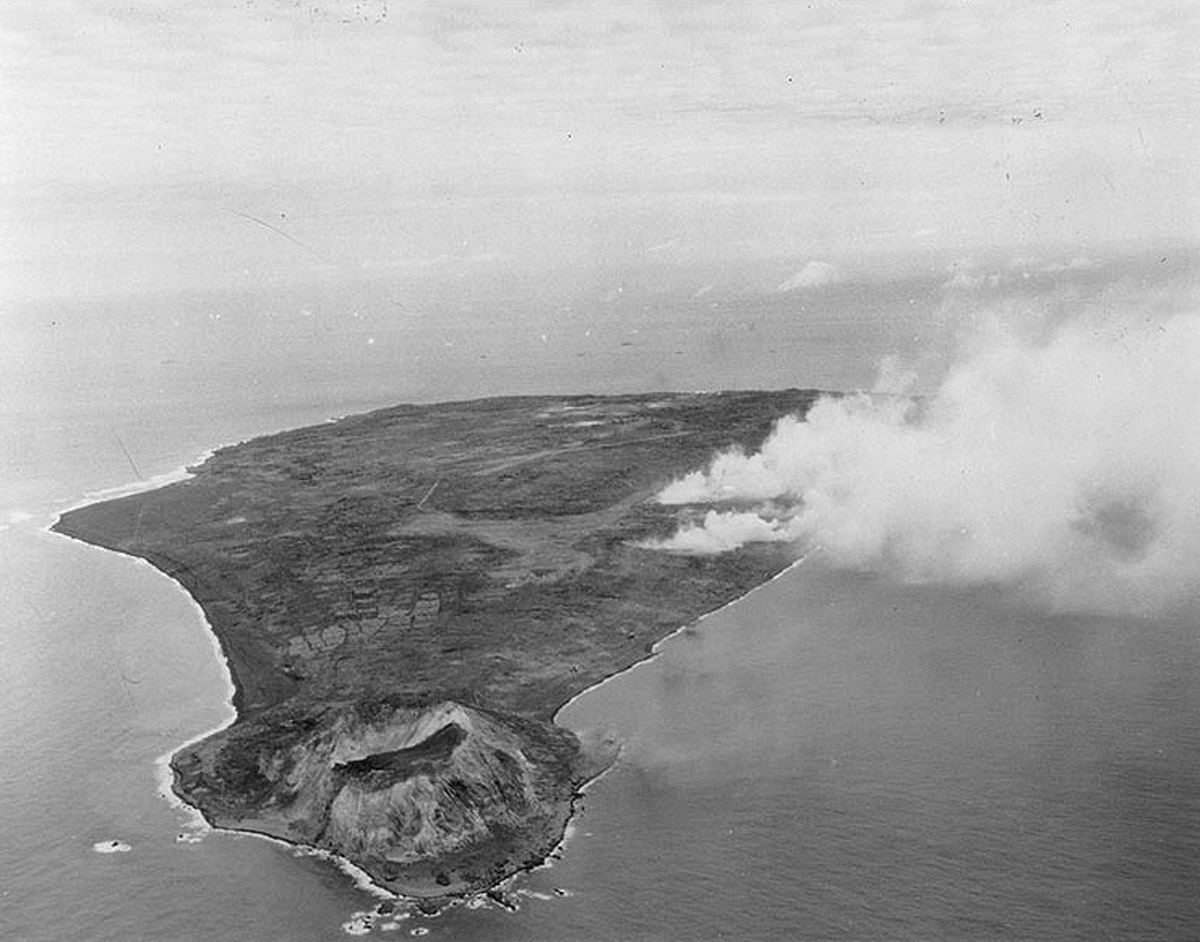
Vue aérienne d'Iwo Jima.

## Synopsis
En 2005, des archéologues japonais effectuant des fouilles dans les cavernes de l'île d'Iwo Jima trouvent des lettres de soldats.
En 1944, un nouveau général est chargé de la défense de l'île, en prévision de son invasion prochaine par l'US Navy, qui concentre ses forces à Saipan (îles Mariannes). Lorsqu'il atterrit, les soldats creusent des tranchées dans le sable volcanique le long des plages de l'île, improbables refuges face à la puissance de feu adverse. Le lieutenant général Kuribayashi apprend tardivement, de la bouche du baron Nishi, la ruine de la flotte impériale japonaise à la bataille du golfe de Leyte. Le Mikado a soigneusement évité d'ébruiter ce désastre, pour minimiser le défaitisme parmi les rangs. Les deux hommes perçoivent alors que tous les moyens de contre-attaque sont anéantis et que la défense de l'île est perdue.

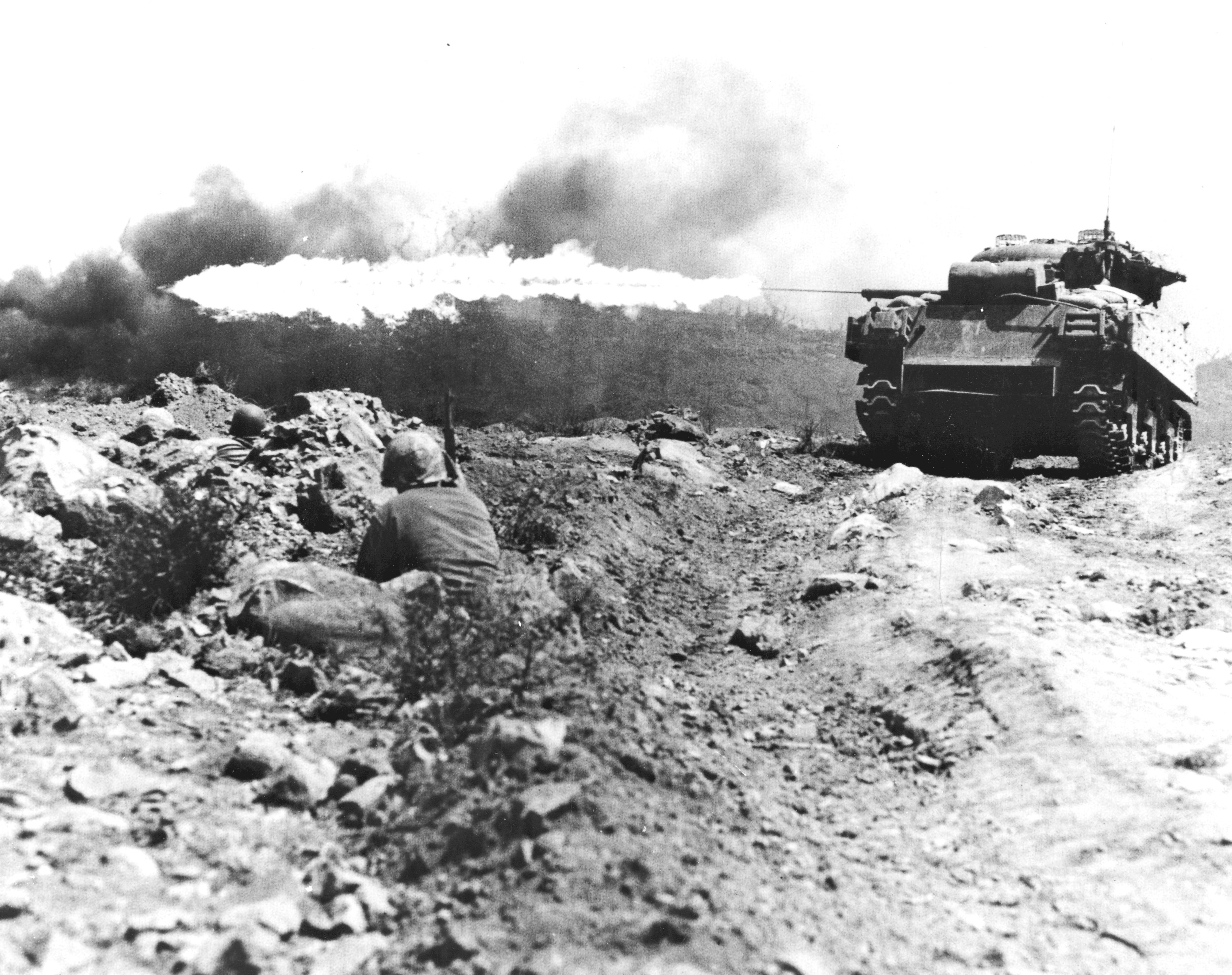
Les assaillants américains disposent de moyens supérieurs à ceux des défenseurs japonais.

Évaluant les possibilités de défense, Kuribayashi se trouve confronté à des officiers obtus qui parfois refusent ses ordres ou ne les comprennent pas : alors qu'il prône la défense des reliefs de l'île, ils préparent des tranchées sur les plages dans l'espoir de contenir le débarquement dès les premières heures. Lorsque la métropole demande le rapatriement des avions, les officiers prennent conscience de la lutte déséquilibrée qui s'annonce et de la vacuité de leurs préparatifs. Avant la bataille, chacun des soldats jure d'emporter avec lui au moins dix ennemis avant de mourir.
Lors de l'arrivée des navires américains, les Japonais sous-estiment l'effectif des troupes débarquées à 20 000 alors que les États-Unis concentrent dans cette opération les plus importantes forces des campagnes du Pacifique : 100 000 marines, embarqués par 880 navires.

## Fiche technique
Sauf indication contraire, les informations mentionnées dans cette section peuvent être confirmées par les bases de données cinématographiques IMDb et Allociné,  présentes dans la section « Liens externes ».
- Titre original : Letters from Iwo Jima
- Titre français : Lettres d'Iwo Jima
- Titre japonais : 硫黄島からの手紙 (Iô-Jima kara no tegami)
- Réalisation : Clint Eastwood
- Scénario : Iris Yamashita, d'après une histoire de Paul Haggis et Iris Yamashita, d'après le livre Picture Letters from Commander in Chief de Tadamichi Kuribayashi et Tsuyoko Yoshido
- Musique : Kyle Eastwood et Michael Stevens (en)
- Direction artistique : Henry Bumstead et James J. Murakami
- Décors : Gary Fettis
- Costumes : Deborah Hopper
- Photographie : Tom Stern
- Son : David E. Campbell, Alan Robert Murray, John T. Reitz, Gregg Rudloff
- Montage : Joel Cox et Gary D. Roach
- Production : Clint Eastwood, Robert Lorenz et Steven Spielberg
  - Production déléguée : Paul Haggis
  - Coproduction : Tim Moore
- Sociétés de production : Amblin Entertainment et Malpaso Productions, présenté par Dreamworks Pictures et Warner Bros.
- Sociétés de distribution : Warner Bros. (États-Unis, Québec, Belgique) ; Warner Bros. France (France) ; Fox-Warner (Suisse romande)
- Budget : 15 millions USD[1] ; 19 millions USD[2]
- Pays de production :  États-Unis,  Japon[3]
- Langues originales : japonais, anglais
- Format : couleur (Technicolor — 35 mm — 2,39:1 (Panavision) — son DTS / SDDS / Dolby Digital
- Genre : guerre, drame, action, aventure, historique
- Durée : 141 minutes
- Dates de sortie[4] :
  - Japon : 15 novembre 2006 (première mondiale au Nippon Budokan à Tokyo)[5] ; 9 décembre 2006 (sortie nationale)
  - États-Unis : 20 décembre 2006 (sortie limitée) ; 2 février 2007 (sortie nationale)
  - Québec : 19 janvier 2007[6]
  - France, Belgique, Suisse romande : 21 février 2007[7],[8],[9]
- Classification[10] :
  - États-Unis : les enfants de moins de 17 ans doivent être accompagnés d'un adulte (R – Restricted)[N 1]
  - Japon : interdit aux moins de 15 ans (R15+ (R-15))
  - France : tous publics avec avertissement
  - Belgique : tous publics (Alle Leeftijden)[8]
  - Suisse romande : interdit aux moins de 14 ans[11]
  - Québec : 13 ans et plus (13+ / 13 years and over)

## Distribution

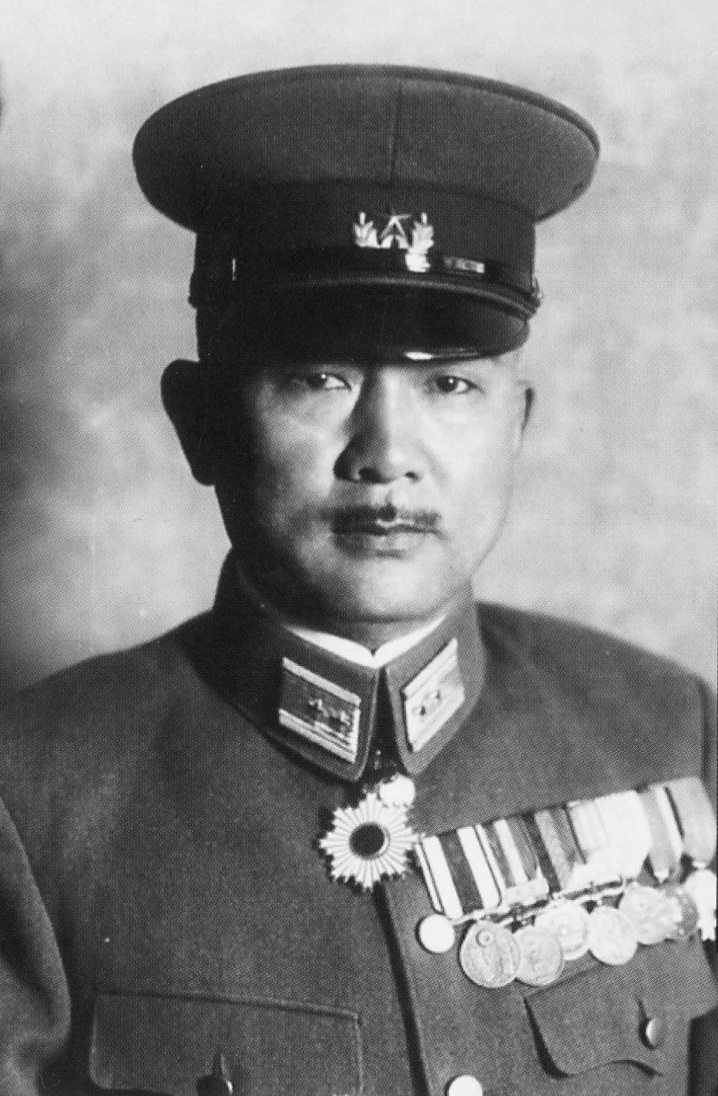
Portrait de Tadamichi Kuribayashi, chargé de la défense de l'île.

- Ken Watanabe (VF : Bernard Alane) : le général Tadamichi Kuribayashi
- Kazunari Ninomiya (VF : Thomas Sagols) : Saigo
- Shidō Nakamura (VF : Stéphane Pouplard) : le lieutenant Ito
- Yūki Matsuzaki (VF : Fabrice Trojani) : Nozaki
- Hiroshi Watanabe (VF : Philippe Valmont) : le lieutenant Fujita
- Nobumasa Sakagami (VF : Jean-Pierre Leroux) : l'amiral Ohsugi
- Toshi Toda (de) (VF : Olivier Cordina) : le colonel Adachi
- Masashi Nagadoi (ja) (VF : Charles Borg) : l'amiral Ichimaru
- Akiko Shima (VF : Solange Boulanger) : une femme
- Tsuyoshi Ihara : le baron Takeichi Nishi
- Hiro Abe : le colonel Oiso
- Takumi Bando : le capitaine Tanida
- Toshiya Agata : le capitaine Iwasaki
- Eijiro Ozaki : le lieutenant Okubo
- Mark Moses : l'officier américain
- Roxanne Hart : la femme de l'officier
- Jeremy Glazer : un Marine
- Ryan Kelley : un Marine
- Evan Ellingson : un jeune Marine
- Yoshio Iizuka : le soldat fatigué
- Mitsu Kurokawa : le soldat suicidaire
- Takashi Yamaguchi : Kashiwara
- Nae Yuuki : Hanako
- Lucas Elliott : Sam
- Sonny Saito : Endo
- Steve Santa Sekiyoshi : Kanda
- Tsuyoshi Ishii : Yamazaki
- Ken Kensei : Hayashi
- Ikuma Ando : Ozawa
- Akiko Shima : femme leader
- Takuji Kuramoto : Ono
- Koji Wada : Hashimoto
- Jonathan Oliver Sessler : Adams
- Ryō Kase : Shimizu

## Production
Le personnage de Saigo a promis à sa femme, enceinte, qu'il reviendrait au pays découvrir son fils. Cette promesse, peu compatible avec le sacrifice attendu par la hiérarchie militaire, fait pourtant de lui l'un des deux cent seize soldats japonais (parmi environ 20 000) qui ont survécu à Iwo Jima

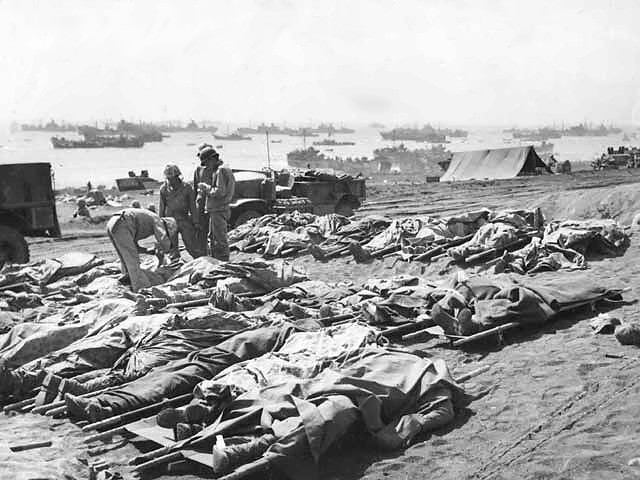
Marines morts à Iwo Jima.

### Développement
Le projet s'est d'abord intitulé Red Sun, Black Sand. Le scénario est inspiré des livres historiques "Gyokusai sōshikikan" no etegami du Général Tadamichi Kuribayashi (interprété dans le film par Ken Watanabe) et So Sad To Fall In Battle: An Account of War de Kumiko Kakehashi.
En développant le projet Mémoires de nos pères, Clint Eastwood a voulu également raconter l'autre point de vue : « Dans la plupart des films de guerre que j'ai vus au cours de ma jeunesse, il y avait les bons d'un côté, les méchants de l'autre. La vie n'est pas aussi simple, et la guerre non plus. Nos deux films ne parlent ni de victoire, ni de défaite. Ils montrent les répercussions de la guerre sur des êtres humains dont beaucoup moururent bien trop jeunes ».
Clint Eastwood et Robert Lorenz sont allés au Japon pour rencontrer les descendants des personnages évoqués dans le film : le petit-fils du général Kuribayashi et le fils du Baron Takeichi Nishi, ainsi que le directeur de l'Association des Anciens Combattants d'Iwo Jima.

### Tournage
La production a été autorisée à tourner sur l'île d'Iwo Jima par le Gouverneur de Tokyo, Shintarō Ishihara. Toutes les scènes avec des explosions ont été faites à Sandvík en Islande.
Plusieurs scènes sont également tournées en Californie : Malibu, Los Angeles, Santa Clarita, ainsi qu'aux studios Warner Bros. à Burbank.
Le réalisateur Clint Eastwood dirigeait les comédiens japonais, alors qu'il ne parlait pas leur langue : « Je connaissais très peu de ces acteurs et j'ai donc visionné quantité de films et démos. Mais "jouer" a le même sens dans toutes les cultures. Si vous êtes bon, cela passe, même si les gens ne comprennent pas ce que vous dites. »

### Musique
La musique est composée par Kyle Eastwood, le fils du réalisateur, et par Michael Stevens. Les deux hommes avaient déjà travaillé aux trois précédentes bandes originales composées par Clint Eastwood lui-même[réf. nécessaire] (Mystic River, Million Dollar Baby et Mémoires de nos pères).

## Accueil

### Box-office
- États-Unis : 13 756 082 $[2]
- total des recettes mondiales : 68 673 228 $[2]
- France : 294 612 entrées [20]
- Paris : 116 968 entrées[20]

## Analyse
La perte du mont Suribachi déclenche des dissensions importantes dans la chaîne de commandement japonaise. Ce fait occupe une place éminente dans l'intrigue du film.

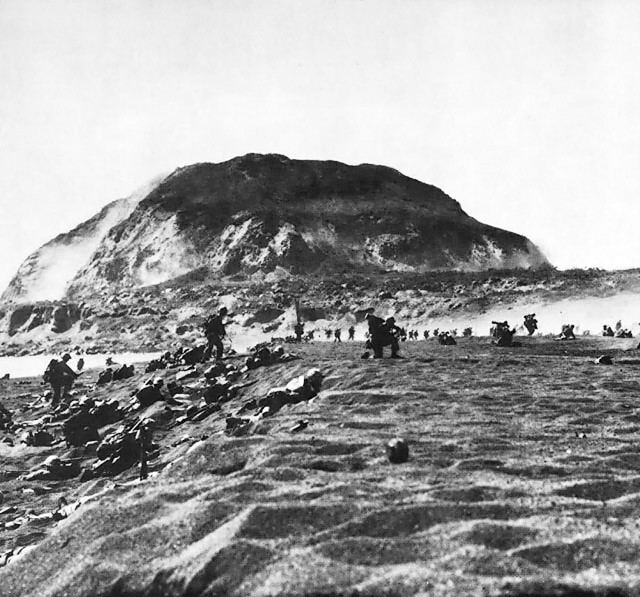
Marines sur la plage, avec le mont Suribachi en arrière-plan.

### Forme
Alors que le film symétrique Mémoires de nos pères est formé d'allers-retours entre les combats et les vies des soldats en Amérique après la guerre, les Lettres d'Iwo Jima utilisent une structure linéaire. Les seules ruptures de cette linéarité sont les réminiscences des soldats, montrées par des séquences qui évoquent la façon dont ils ressentent le conflit contre les Américains. Les scènes s'accompagnent d'une musique de piano.
Kuribayashi trouve, selon le récit du film, dans la compagnie de Takeichi Nishi les rapports de franchise qu'il n'a pas avec ses subordonnés.

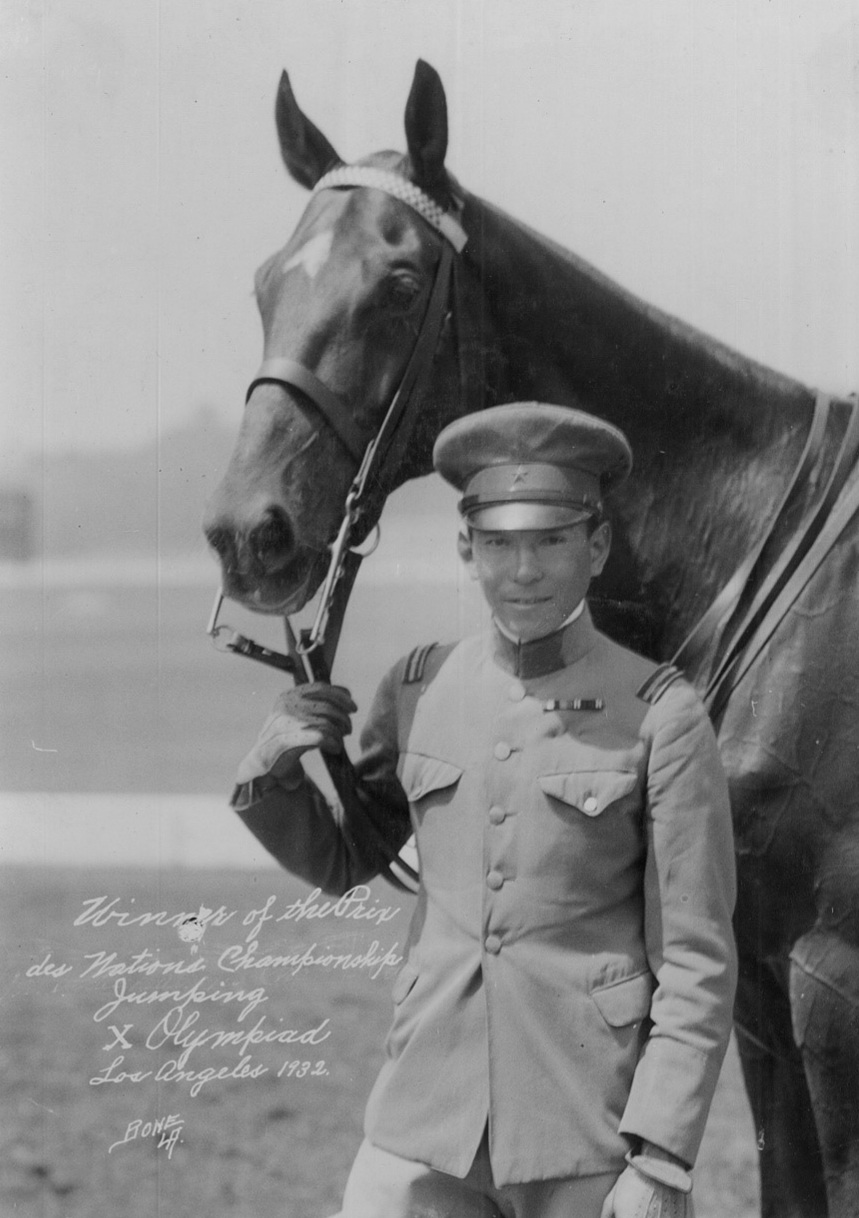
Takeichi Nishi avec son cheval Uranus lors des J.O. de Los Angeles de 1932.

### Fond
Outre leur structure, les deux films de Clint Eastwood sur Iwo Jima se distinguent par les messages qu'ils font passer :
- le premier[Lequel ?] montre l'avènement d'une stratégie de propagande « en cours de constitution » basée sur l'exploitation par le politique de la photo des marines hissant le drapeau sur le mont Suribachi. Le contraste consiste à faire apparaître le désarroi vécu par les soldats américains. Celui-ci provient du décalage entre l'épreuve du feu et les témoignages de bravoure qui leur sont demandés au pays, afin de susciter une levée de fonds par souscription populaire pour financer la guerre ;
- le second[Lequel ?] montre, chez les japonais, civils comme militaires, l'effet que produit la propagande « déjà installée » et orchestrée par l'État depuis plusieurs années[réf. nécessaire], appuyée par le nationalisme[réf. souhaitée], par l'exaltation impériale[réf. nécessaire] et par le sentiment de supériorité[réf. souhaitée]. Ces éléments réductibles au gimmick « la victoire ou la mort » prennent leur sens à la veille de l'arrivée des envahisseurs sur le sol national[21]. Dans le contexte culturel japonais, ceci appelle au sacrifice personnel par seppuku[réf. nécessaire] ou par tout autre moyen pour éviter la honte d'avoir perdu une position.

Peu de soldats japonais surmontent la honte de la reddition, prix de leurs survies[réf. nécessaire].

### Originalité
Les mises en scène des deux films exposant les perspectives adverses est sans précédent parmi les productions hollywoodiennes[réf. nécessaire]. Le point de jonction des deux films a lieu lors de la scène décisive du débarquement. Dans les jumelles du général Kuribayashi retranché, l'autre film se déroule. Hors du feu japonais, les Marines s'étonnent de l'absence de résistance lors des premières minutes.

### Vanité de la guerre
Les développements des deux personnages, le général Kuribayashi et le baron Nishi, illustrent la vanité de cette  bataille [réf. nécessaire] qui va les voir périr. Tous deux ont des liens étroits avec les États-Unis : l'un lors d'une mission de coopération entre états-majors, dans les années trente. L'autre, à l'occasion de sa participation aux jeux olympiques de Los Angeles de 1932, et le souvenir de son cheval de concours hippique, Uranus. Sans renier leur fidélité envers l'Empire, puisqu'ils meurent au champ d'honneur, ils ne trouvent aucune raison d'opposition à leurs amis d'hier.

## Hommages
Le film est dédié à la mémoire de Phyllis Huffman, directrice de casting avec laquelle Clint Eastwood travaillait depuis les années 1980, morte le 2 mars 2006 à New York ; ainsi qu'à la mémoire du chef décorateur Henry Bumstead, mort le 24 mai 2006, qui a créé les décors de Lettres d'Iwo Jima et de ceux de plusieurs films de Clint Eastwood.

## Distinctions

### Récompenses
| Récompenses 2006-2008 du film Lettres d'Iwo Jima | Récompenses 2006-2008 du film Lettres d'Iwo Jima                | Récompenses 2006-2008 du film Lettres d'Iwo Jima                                              | Récompenses 2006-2008 du film Lettres d'Iwo Jima |
| Années                                           | Évènements                                                      | Catégories / Récompenses                                                                      | Lauréat(es) |
| ------------------------------------------------ | --------------------------------------------------------------- | --------------------------------------------------------------------------------------------- | --- |
| 2006                                             | [[7e cérémonie des American Film Institute Awards\|AFI Awards]] | Film de l'année                                                                               | Lettres d'Iwo Jima |
| 2006                                             | Chicago Film Critics Association Awards                         | Meilleur film en langue étrangère                                                             | Lettres d'Iwo Jima |
| 2006                                             | Dallas-Fort Worth Film Critics Association Awards               | Meilleur film en langue étrangère                                                             | Lettres d'Iwo Jima |
| 2006                                             | Festival du film de Hollywood                                   | Meilleur monteur de l'année                                                                   | Joel Cox |
| 2006                                             | Kansas City Film Critics Circle Awards                          | Meilleur film en langue étrangère                                                             | Lettres d'Iwo Jima |
| 2006                                             | Los Angeles Film Critics Association Awards                     | Meilleur film                                                                                 | Lettres d'Iwo Jima |
| 2006                                             | National Board of Review                                        | Meilleur film                                                                                 | Lettres d'Iwo Jima |
| 2006                                             | Phoenix Film Critics Society Awards                             | Meilleur film en langue étrangère                                                             | Lettres d'Iwo Jima |
| 2006                                             | San Diego Film Critics Society Awards                           | Meilleur film                                                                                 | Lettres d'Iwo Jima |
| 2006                                             | San Diego Film Critics Society Awards                           | Meilleur réalisateur                                                                          | Clint Eastwood |
| 2006                                             | Utah Film Critics Association Awards                            | Meilleur film non anglophone                                                                  | Japon |
| 2007                                             | AARP Movies for Grownups Awards                                 | Meilleur réalisateur                                                                          | Clint Eastwood |
| 2007                                             | Cinema for Peace Awards                                         | Prix du cinéma pour la paix du film le plus précieux de l'année                               | Clint Eastwood |
| 2007                                             | Critics' Choice Movie Awards                                    | Meilleur film en langue étrangère                                                             | Lettres d'Iwo Jima |
| 2007                                             | Golden Globes                                                   | Meilleur film en langue étrangère                                                             | Lettres d'Iwo Jima |
| 2007                                             | Motion Picture Sound Editors                                    | Meilleur montage son dans un long métrage - Dialogue et remplacement automatisé des dialogues | Gloria D'Alessandro, David A. Arnold, Bub Asman, Lucy Coldsnow-Smith, Juno J. Ellis, Nicholas Korda, Alan Robert Murray et Karen Spangenberg                                      |
| 2007                                             | Motion Picture Sound Editors                                    | Meilleurs effets sonores et bruitages dans un long métrage                                    | Bub Asman, Michael Dressel, Christopher Flick, Robin Harlan, Jason W. Jennings, Jason King, Steve Mann, Sarah Monat, Alan Robert Murray et Shawn Sykora                           |
| 2007                                             | Nikkan Sports Film Awards                                       | Nikkan Sports Film Award du meilleur film étranger                                            | Lettres d'Iwo Jima |
| 2007                                             | North Texas Film Critics Association                            | Meilleur film en langue étrangère                                                             | Lettres d'Iwo Jima |
| 2007                                             | Oscars                                                          | Meilleur montage de son                                                                       | Bub Asman et Alan Robert Murray |
| 2007                                             | Syndicat national des journalistes cinématographiques italiens  | Ruban d'argent du réalisateur du meilleur film non européen                                   | Clint Eastwood |
| 2007                                             | Taurus World Stunt Awards                                       | Meilleure cascade avec du feu                                                                 | Simon Rhee (dans la scène où « un soldat japonais est piégé par le feu d'un lance-flamme venu du haut de la galerie. Il se laisse tomber au sol pour tenter d'éteindre le feu. ») |
| 2008                                             | Awards of the Japanese Academy                                  | Meilleur film en langue étrangère                                                             | Lettres d'Iwo Jima |
| 2008                                             | Bodil Awards                                                    | Meilleur film américain                                                                       | Clint Eastwood |

### Nominations
| Nominations 2006-2009 du film Lettres d'Iwo Jima | Nominations 2006-2009 du film Lettres d'Iwo Jima                     | Nominations 2006-2009 du film Lettres d'Iwo Jima | Nominations 2006-2009 du film Lettres d'Iwo Jima |
| Années                                           | Évènements                                                           | Catégories / Nominations                         | Nommé(es) |
| ------------------------------------------------ | -------------------------------------------------------------------- | ------------------------------------------------ | --- |
| 2006                                             | Awards Circuit Community Awards                                      | Meilleur film en langue étrangère                | Lettres d'Iwo Jima |
| 2006                                             | Chicago Film Critics Association Awards                              | Meilleur réalisateur                             | Clint Eastwood |
| 2006                                             | Chicago Film Critics Association Awards                              | Meilleur scénario original                       | Iris Yamashita |
| 2006                                             | Chicago Film Critics Association Awards                              | Meilleure photographie                           | Tom Stern |
| 2006                                             | Chicago Film Critics Association Awards                              | Meilleure musique originale                      | Kyle Eastwood et Michael Stevens |
| 2006                                             | Dallas-Fort Worth Film Critics Association Awards                    | Meilleur film                                    | Lettres d'Iwo Jima |
| 2006                                             | Dallas-Fort Worth Film Critics Association Awards                    | Meilleur réalisateur                             | Clint Eastwood |
| 2006                                             | Las Vegas Film Critics Society Awards                                | Meilleur film                                    | 2e place |
| 2006                                             | Los Angeles Film Critics Association Awards                          | Meilleur réalisateur                             | Clint Eastwood |
| 2006                                             | Los Angeles Film Critics Association Awards                          | Meilleure photographie                           | Tom Stern |
| 2006                                             | New York Film Critics Circle Awards                                  | Meilleur réalisateur                             | Clint Eastwood |
| 2006                                             | Southeastern Film Critics Association Awards                         | Meilleur film                                    | 2e place |
| 2006                                             | St. Louis Film Critics Association                                   | Meilleur réalisateur                             | Clint Eastwood |
| 2006                                             | St. Louis Film Critics Association                                   | Meilleure photographie                           | Tom Stern |
| 2006                                             | Village Voice Film Poll                                              | Meilleur film                                    | 5e place |
| 2007                                             | AARP Movies for Grownups Awards                                      | Meilleur film pour les adultes                   | Lettres d'Iwo Jima |
| 2007                                             | Academy of Science Fiction, Fantasy and Horror Films - Saturn Awards | Meilleur film international                      | Lettres d'Iwo Jima |
| 2007                                             | Central Ohio Film Critics Association Awards                         | Meilleur film en langue étrangère                | Lettres d'Iwo Jima |
| 2007                                             | Critics' Choice Movie Awards                                         | Meilleur film                                    | Lettres d'Iwo Jima |
| 2007                                             | Critics' Choice Movie Awards                                         | Meilleur réalisateur                             | Clint Eastwood |
| 2007                                             | David di Donatello                                                   | Meilleur film étranger                           | Clint Eastwood |
| 2007                                             | Gold Derby Awards                                                    | Meilleur réalisateur                             | Clint Eastwood |
| 2007                                             | Gold Derby Awards                                                    | Meilleure photographie                           | Tom Stern |
| 2007                                             | Gold Derby Awards                                                    | Meilleur film en langue étrangère                | Lettres d'Iwo Jima |
| 2007                                             | Golden Globes                                                        | Meilleur réalisateur                             | Clint Eastwood |
| 2007                                             | International Online Cinema Awards (INOCA)                           | Meilleur film en langue étrangère                | Clint Eastwood |
| 2007                                             | Italian Online Movie Awards (IOMA)                                   | Meilleure photographie                           | Tom Stern |
| 2007                                             | National Society of Film Critics Awards                              | Meilleur film                                    | Lettres d'Iwo Jima |
| 2007                                             | Online Film & Television Association                                 | Meilleure photographie                           | Tom Stern |
| 2007                                             | Oscars                                                               | Meilleur film de l'année                         | Clint Eastwood, Robert Lorenz et Steven Spielberg |
| 2007                                             | Oscars                                                               | Meilleur réalisateur                             | Clint Eastwood |
| 2007                                             | Oscars                                                               | Meilleur scénario original                       | Iris Yamashita et Paul Haggis |
| 2007                                             | Political Film Society                                               | Paix,                                            | Lettres d'Iwo Jima |
| 2007                                             | Taurus World Stunt Awards                                            | Meilleure cascade avec du feu                    | Simon Rhee et Steven Ito (dans la scène où « deux soldats japonais sont piégés par le feu d'un lance-flamme en essayant de s'échapper de leur cachette de tir. ») |
| 2007                                             | Turkish Film Critics Association (SIYAD) Awards                      | Meilleur film en langue étrangère                | 20e place |
| 2007                                             | Vancouver Film Critics Circle                                        | Meilleur réalisateur                             | Clint Eastwood |
| 2008                                             | Argentinean Film Critics Association Awards - Condors d'argent       | Meilleur film en langue étrangère                | Clint Eastwood |
| 2008                                             | London Critics Circle Film Awards                                    | Meilleur film en langue étrangère                | Lettres d'Iwo Jima |
| 2009                                             | Dublin Film Critics Circle Awards                                    | Meilleur film de la décennie                     | Lettres d'Iwo Jima |

### Autres
- Inscription sur la liste des dix meilleurs films du National Board of Review de l'année 2006.

## Éditions en vidéo
- En France, le film Lettres d'Iwo Jima est sorti en DVD et Blu-ray le 29 août 2007[26],[27]. Le film est également sorti en HD DVD le 26 septembre 2007[28]. Par la suite le film est ressorti plusieurs fois en DVD et Blu-ray :

- en DVD simple le 13 février 2008
- en DVD version Mid Price le 28 mai 2008
- en DVD version WB Environmental le 10 mars 2010
- en DVD simple le 6 avril 2011
- en Blu-ray le 25 janvier 2017.
De plus, le film est sorti en VOD le 10 avril 2017.
- Au Québec, le film est sorti en DVD le 16 février 2007[6].